# ورزشگاه سردار جنگل رشت
ورزشگاه سردار جنگل رشت یک ورزشگاه فوتبال با چمن مصنوعی واقع روستای فلکده، دهستان لاکان، بخش مرکزی واقع در شهرستان رشت است و در حومه شهر رشت و خارج از محدوده شهری قرار دارد. این ورزشگاه بخشی از پروژه نیمه کاره دهکده المپیک رشت است.
عدم مکان‌یابی صحیح و فاصله بسیار زیاد از مرکز شهر رشت، نبود راه‌های ارتباطی و حمل و نقل عمومی مناسب، نداشتن امکانات مخابراتی و اینترنت ضعیف، نداشتن آب سالم برای آشامیدن، نداشتن سرویس‌های بهداشتی مناسب، نداشتن نور کافی، نداشتن صندلی‌های درست و مرغوب استادیومی و ده‌ها ایراد دیگر از جمله مشکلات این ورزشگاه برای استاندارسازی طبق آیین‌نامه‌های AFC برای برگزاری مسابقات باشگاهی لیگ برتر و لیگ قهرمانان آسیا بود که سبب بازسازی ورزشگاه دکتر عضدی رشت توسط مالک وقت باشگاه داماش جهت انجام دیدارهای فوتبال تیم‌های رشتی شد.
در سال ۱۳۹۶ برای ایجاد مشکلات در برخی سکوهای ورزشگاه عضدی رشت و حضور سپیدرود در لیگ برتر، این ورزشگاه بازسازی جزئی و تغییر چمن از طبیعی به مصنوعی و موقتاً محل دیدارهای خانگی سپیدرود رشت و داماش گیلان شد تا ورزشگاه دکتر عضدی بازسازی اساسی شود.
از سال ۱۴۰۲ پس‌از بازسازی ورزشگاه عضدی، این ورزشگاه دیگر به عنوان محل مسابقه تیمهای سپیدرود رشت و داماش گیلان استفاده نمی‌شود.